# Handelsbanken
Svenska Handelsbanken AB, kortweg Handelsbanken, is een van de grootste Zweedse banken.
De bank werd in 1871 opgericht als Stockholms Handelsbank. De bank heeft Zweden, Noorwegen, het Verenigd Koninkrijk en Nederland als thuismarkten. De bank kiest voor gestage groei in plaats van snelle winst en hoefde tijdens de bankencrisis geen staatssteun aan te vragen.
In 2023 heeft de bank 27 vestigingen in Nederland. In Nederland focust de bank zich op hypotheken, vastgoedfinancieringen, sparen en vermogensbeheer (dat ook via dochter Optimix Vermogensbeheer wordt aangeboden).
Handelsbanken is een persoonlijke relatiebank voor particulieren, ondernemers en vastgoedbedrijven. Gebouwd op tevreden klanten, financiële soliditeit en duurzame waarden. Maatwerk, hoge servicekwaliteit en een persoonlijke aanpak kenmerken de dienstverlening. 
Handelsbanken is een bank met een sterk gedecentraliseerde en kostenefficiënte manier van werken. De lokale kantoren kunnen, dicht bij de klant, veel beslissingen zelf nemen. Een duurzame relatie met klanten en direct persoonlijk contact staan hierbij voorop.
Handelsbanken heeft een conservatief risicoprofiel wat tot traditioneel lage kredietverliezen leidt. De kantoren verstrekken alleen financieringen die ze verantwoord achten voor de klant én de bank. Daarnaast werkt de bank niet met vastgestelde budgetten, verkoopdoelstellingen of bonussen.
Met een goede kapitaalpositie, een laag risicoprofiel en een sterke internationale kredietwaardering behoort de bank tot de meest solide banken van Europa. Op grond haar creditratings heeft Global Finance Handelsbanken uitgeroepen als de meest veilige commerciële bank van Europa.  
Handelsbanken Groep telt in 2023 circa 12.000 medewerkers.